# New York zenéje

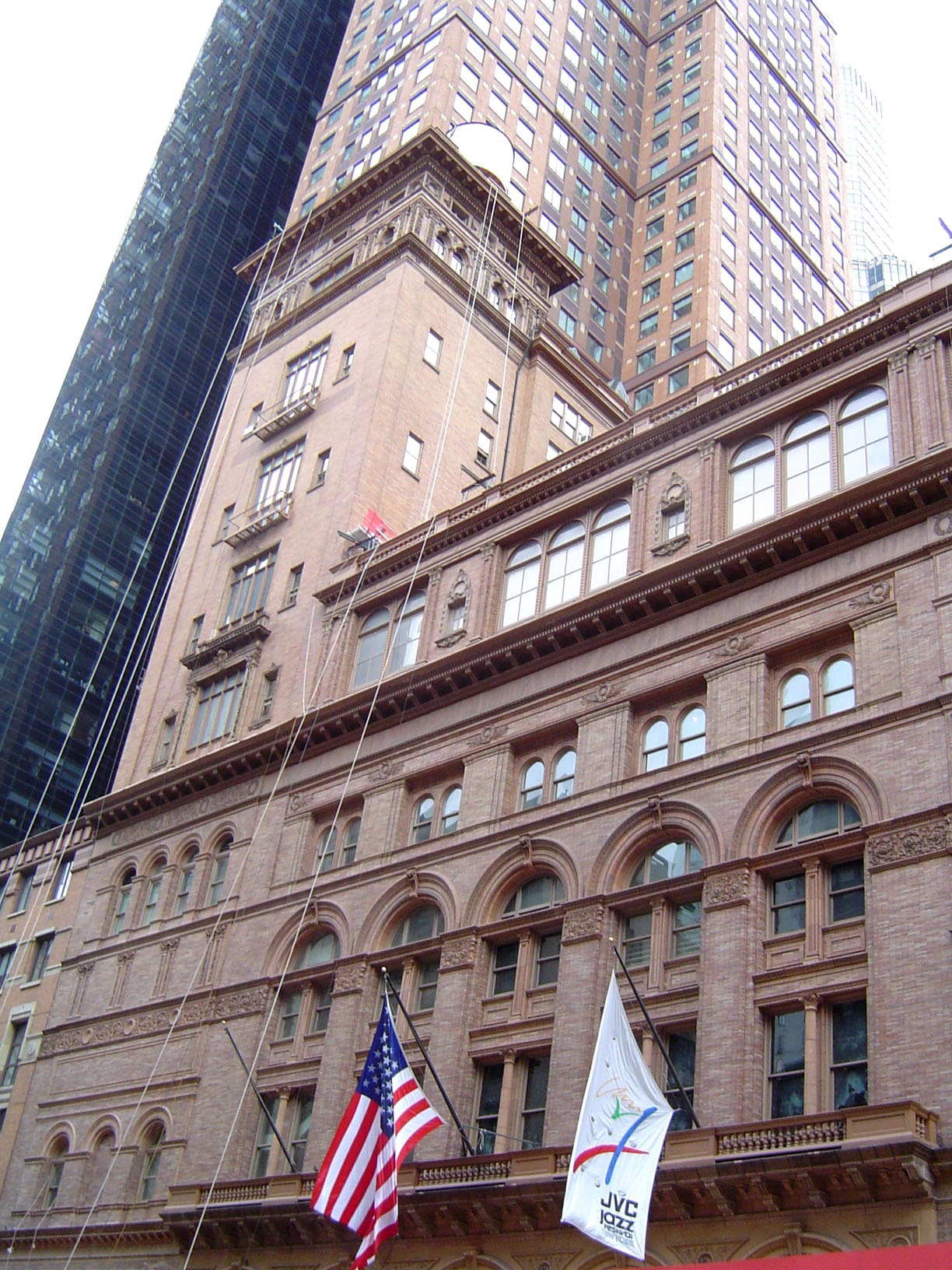
Carnegie Hall, a város egyik fontos zenei helyszíne

New York City zenéje nemzetközi szinten is fontos és változatos színteret takar. A város évtizedek óta a jazz, a rock és a blues fővárosa, s itt születtek meg olyan stílusok, mint a hiphop, a latin freestyle, a diszkó és a punk rock, illetve a salsa, ami a hatvanas években jött létre a város latin negyedeiben kubai, Puerto Ricó-i és dominikai hatások vegyítéséből. New York mint kulturális olvasztótégely, emellett jelentős világ- és folkzenei színteret is fenntart, így megtalálható itt az ír-amerikai (kelta), és a zsidó (klezmer) zene is. A 20. század elején rohamos fejlődésnek induló kotta- és zeneipar is e városhoz köthető. A Broadway zenés színházai és a Tin Pan Alley komponistanemzedéke (George Gershwin, Jerome Kern, Cole Porter, Irving Berlin) tették New York Cityt az amerikai könnyűzeneipar központjává.
Richie Unterberger író szerint a New York-i zenei élet és maga a város is egy „gigászi, nagyon változatos, rikító, multikulturális és elkötelezett jelenség a művészeti és kozmopolita felsőbbrendűségért folytatott versenyben". A város zenei jelentősége sokak szerint napjainkra megkopottá vált, a cégek által irányított médiának, a gazdasági változásoknak (a 'cost-of-living' diktátum nyomásának) és a kisebb, helyi zenei színterek megjelenésének betudhatóan, amelyek az internet előretörésével olcsóbb és elérhetőbb felületen tudnak kommunikálni.

## Zenei intézmények
New York az amerikai zeneipar központja a 20. század eleje óta. Számos cég és zenei egyesület működik a városban a Tin Pan Alley egykori kiadóitól, kottanyomdáitól kezdve a Broadway-színházakon, modern indie rock és hiphop kiadókon keresztül a nonprofit vállalatokig. A Blender Magazine, a Punk Magazine, a Spin és a Rolling Stone főszerkesztősége is New York Cityben található.

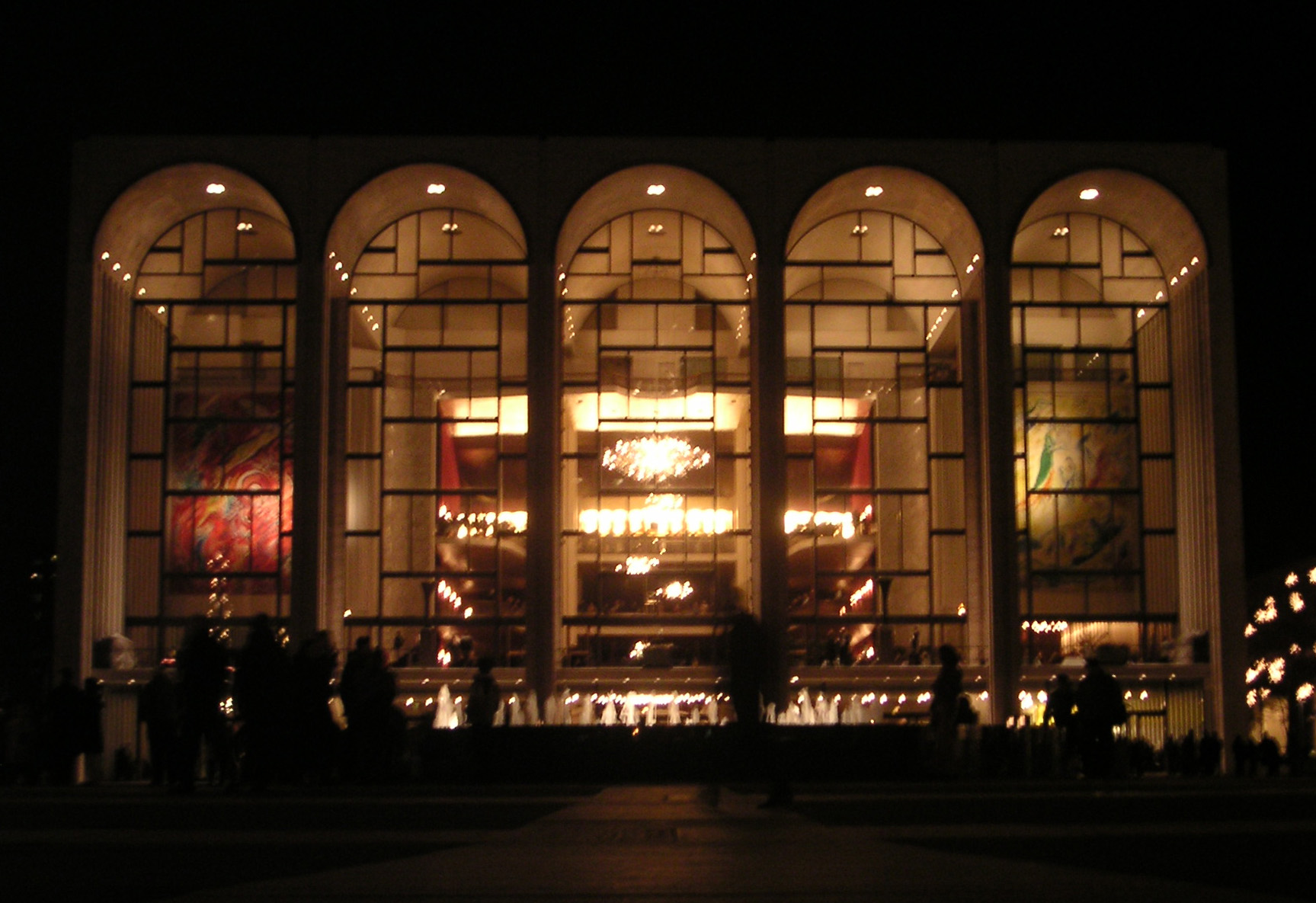
A Metropolitan Opera a Lincoln Centerben

A világ egyik legfontosabb (komoly)zenei helyszíne, a Carnegie Hall széles körben ismert kiváló akusztikájáról. Az intézmény névadója Andrew Carnegie skót-amerikai acélmágnás, filantróp. Az épületet 1983 és 1995 között, hosszas halogatás után újították fel. Az art deco stílusban épült Radio City Music Hall szintén nagy nevű koncertterme, 1932-ben nyílt meg. Felújítása az ezredfordulón történt meg.

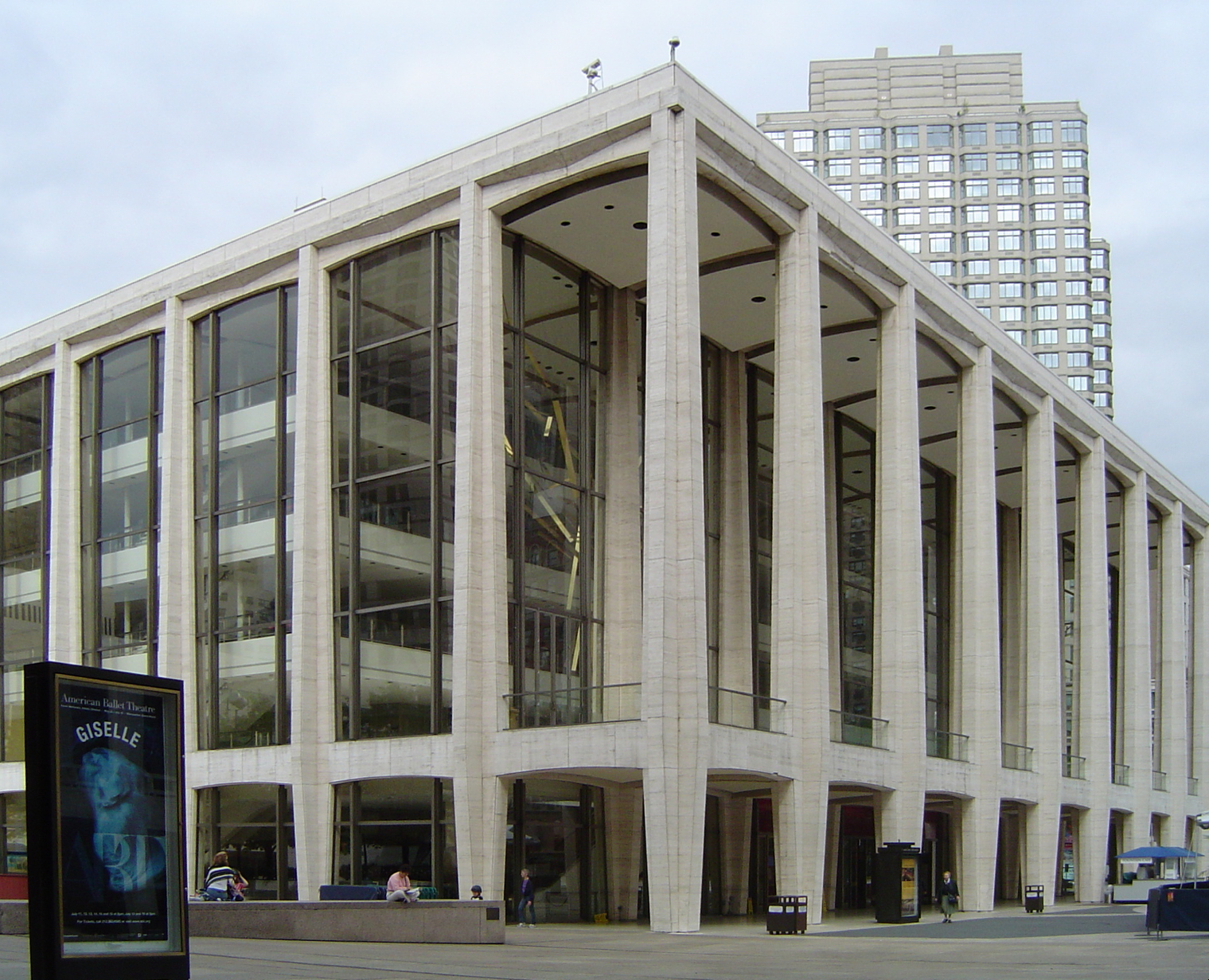
David Geffen Hall a Lincoln Centerben

A Lincoln Center a világ legnagyobb művészeti komplexuma, otthont ad tizenkét különböző intézménynek, köztük a Metropolitan, a New York-i Filharmonikus Zenekar, a New York-i Balett, a Kamarazene-egyesület, a New York-i Opera, a Juilliard zeneiskola, a Lincoln Center Theater és a Jazz at Lincol Center. A New York-i Filharmonikusok (akik az David Geffen Hallban játszanak) az Államok legrégebbi zenekara, 1842-ben alapították. A Filharmonikusok 1917 óta több mint ötszáz felvételt készítettek, s ők voltak az egyik első, élő egyenes adásban közvetített zenekar, 1922-ben. A New York-i Filharmonikusok közül több híres művész került ki, például George Bristow komponista és Theodore Thomas karmester; Bristow heves nacionalista zeneszerző volt, aki azért hagyta ott a Filharmonikusokat, mert szerinte az nem heroizálja eléggé az amerikai zenét. Helyére Thomas került.

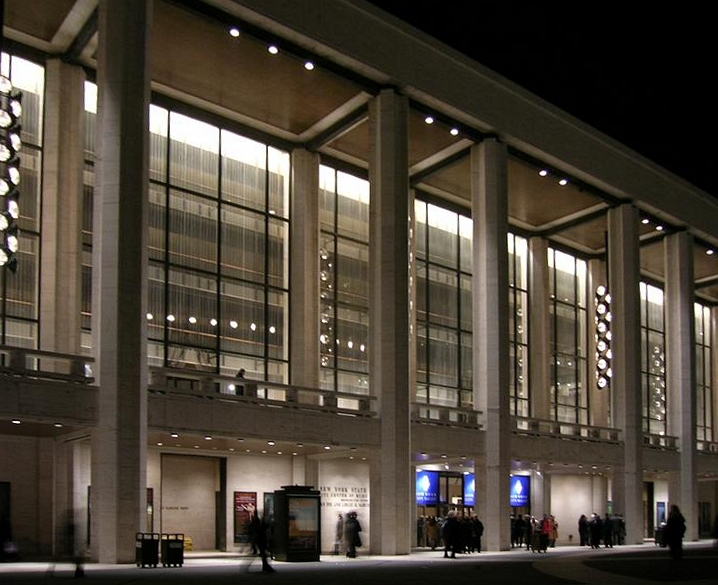
A New York State Theater (David H. Koch Theater), a New York-i Opera és a New York-i Balett a Lincoln Centerben

További helyi szervezetek és intézmények közé tartozik a Brooklyn Academy of Music és a Jazz Foundation of America. A 20. sz. utolsó harmadában megszűnt az Aeolian Hall (itt mutatták be George Gershwin művét, a Kék Rapszódiát), és az eredeti Metropolitan Opera (ez az épület a Broadway 1411 címen állt, 1967-ben bontották le). Az Apollo Theater az afroamerikai előadók helyszíne volt, ikonikus jelentősége miatt a Kongresszus Nemzeti Történelmi Nevezetességű Helynek (National Historic Landmark) nyilvánította.

### Klubélet
A New York-i könnyűzenei élet katalizátora a pezsgő városi klubvilág, ahol megannyi stílus (a diszkótól a punkig) született. Bárok, diszkók, rockkocsmák, mint a Studio 54, a Max's Kansas City, a Mercer Arts Center, az ABC No Rio és a CBGB zarándokhelyekké váltak mind az Egyesült Államokban, mind az egész világon. New Yorkban a múlt század közepe óta erős a jazzklubélet is olyan helyszíneken, mint a Birdland, a Sweet Rhythm (az egykori Sweet Basil), a Village Vanguard és a Blue Note. Ez utóbbi napjainkban is a jazzrajongók egyik legkedveltebb New York-i helye. Egykoron Manhattan 52. utcája megannyi pompás jazzklubjával a jazz epicentrumának számított. Későbbi évtizedek zenés helyei folytatták a nagy hagyományokat. Miután a deep house-t a nyolcvanas évek végén felváltotta az új tánczenei stílus, az acid jazz, a helyi Giant Step kiadónak köszönhetően olyan előadók jelentek meg, mint a Groove Collective és a Nuyorican Soul.
A Greenwich Village-i népzenei színtéren számos klub közül kiemelkedik a Bottom Line. A New York-i rockélet központja az Irving Plaza és a Maxwell's (ez utóbbi valójában a New Jersey-i Hobokenben található), míg a „belvárosi” avant-garde közösség a The Kitchenben, a Roulette-ben és a Knitting Factoryban találhat magának társaságot és szórakozási lehetőségeket. A latin- és világzenei színtér központja az S.O.B.'s és a 2001-ben megszűnt Wetlands Preserve volt.

## Fesztiválok és utcabálok
New Yorkban nagy hagyománya van az utcai zenés rendezvényeknek, habár a pezsgő zenei élet miatt az időszakos fesztiválok kevésbé jelentősek mint más városokban, hiszen a lakosság voltaképp bármikor hallhat zenét. A változatos etnikumú new-yorkiak magukkal hozták saját kultúrájukat, saját tradícióikat, így a városban megünneplik mind a kínai újévet, mind a Pulaski-napi felvonulást (ez lengyel hagyomány). Szent Patrik napját az ír-katolikus Ancient Order of Hibernians szervezi. New Yorkban évről évre a világ legnagyobb Szent Patrik napi fesztiválját szervezik 1762 óta. Szintén az ír kisebbséghez köthető a Guinness Fleadh is, ahol leginkább ír folkzenét és folkrockot hallhatunk. A College Music Journal Network által szervezett éves Music Marathonon 1980 óta a (későbbi) legnagyobb nevek lépnek fel. Nyaranta a Central Parkban kerül megrendezésre a Summerstage színpadon a City Parks Foundation által szervezett koncertsorozat. Ezen fesztiválok közül is kiemelkedik a júliusi Intel New York Music Festival. Számos jazzfesztivált is tartanak, többek közt a Texaco New York Jazz Festivalt, a Panasonic Village Jazz Festivalt, a JVC Jazz Festivalt és az ingyenes Charlie Parker Jazz Festivalt. A City Parks Foundation továbbá CityParks koncertsorozatokat szervez minden nyáron, ami magába foglal harminc ingyenes előadást tíz parkban, a város öt kerületében.
New Yorkban kerül megrendezésre az egyik (a Miami-i Winter Music Conference utáni második) legnagyobb elektronikus zenei fesztivál, az ElectricZoo, továbbá a Fifth Avenue-n évről évre megszervezik a táncparádét, ahol különböző kultúrák (mind tradicionális, mind kortárs) tánczenéi hallhatóak.

## Történet
A mai New York City területén először a térségben élő bennszülöttek zenéje szólt. Sajnos erről keveset tudunk. A legősibb, dokumentált zenei leletet a város (akkori nevén New Amsterdam) megalapítása után holland felfedezők találták. A térség 1664-ben az angolok kezébe került. Ettől kezdve a New York-i zene elsősorban brites hangzású volt, egészen az első függetlenségi törekvésekig. Az afroamerikai zene fontos építőköve New York zenei világának, mivel ugrásszerűen megnőtt a városba érkező feketék száma a 18-19. században.
Az 1830-as évekre New York City vált az Egyesült Államok kulturális központjává, otthont adva a komoly-, könnyű- és népzenének egyaránt. A század végén alapultak a nagynevű konzervatóriumok és rendezvényhelyszínek, mint a világhírű Metropolitan és a Carnegie Hall. New York kulturális jelentősége a 20. században is megmaradt, ekkor alapították az amerikai zeneipar alapjait jelentő vállalkozásokat a Tin Pan Alley-nél, amiből később a lemezipar is kifejlődött. Ekkor nyíltak meg a Broadway színházai, az innen származó dalok pedig azóta is az amerikai kultúra részét képezik.

### Kezdetek
A várost kezdetben hollandok népesítették be, azonban ők néhány dalon kívül (Dutch Prayer of Thanksgivin, Rosa és The Little Dustman) nem hagytak ránk zenei örökséget. Az angolok idején jelentek meg az első tengerész dalok, a szabad ég alatti énekversenyek (néha tűzijátékkal megtámogatva), és a balladák, amik mind az angol-ír hagyományokon alapulnak. Az ősi New York-i balladák általában aktuális eseményekről szólnak. 1732-től ezek a balladák már a történetmesélésre apelláltak, ez által alakult ki a balladisztikus opera műfaja, melynek egyik első darabja az 1752-es The Beggar's Opera. Ekkoriban, azaz a XVIII. század közepén indult fejlődésnek a helyi koncertkultúra, és (William Tuckley által) a New York-i templomi zene.

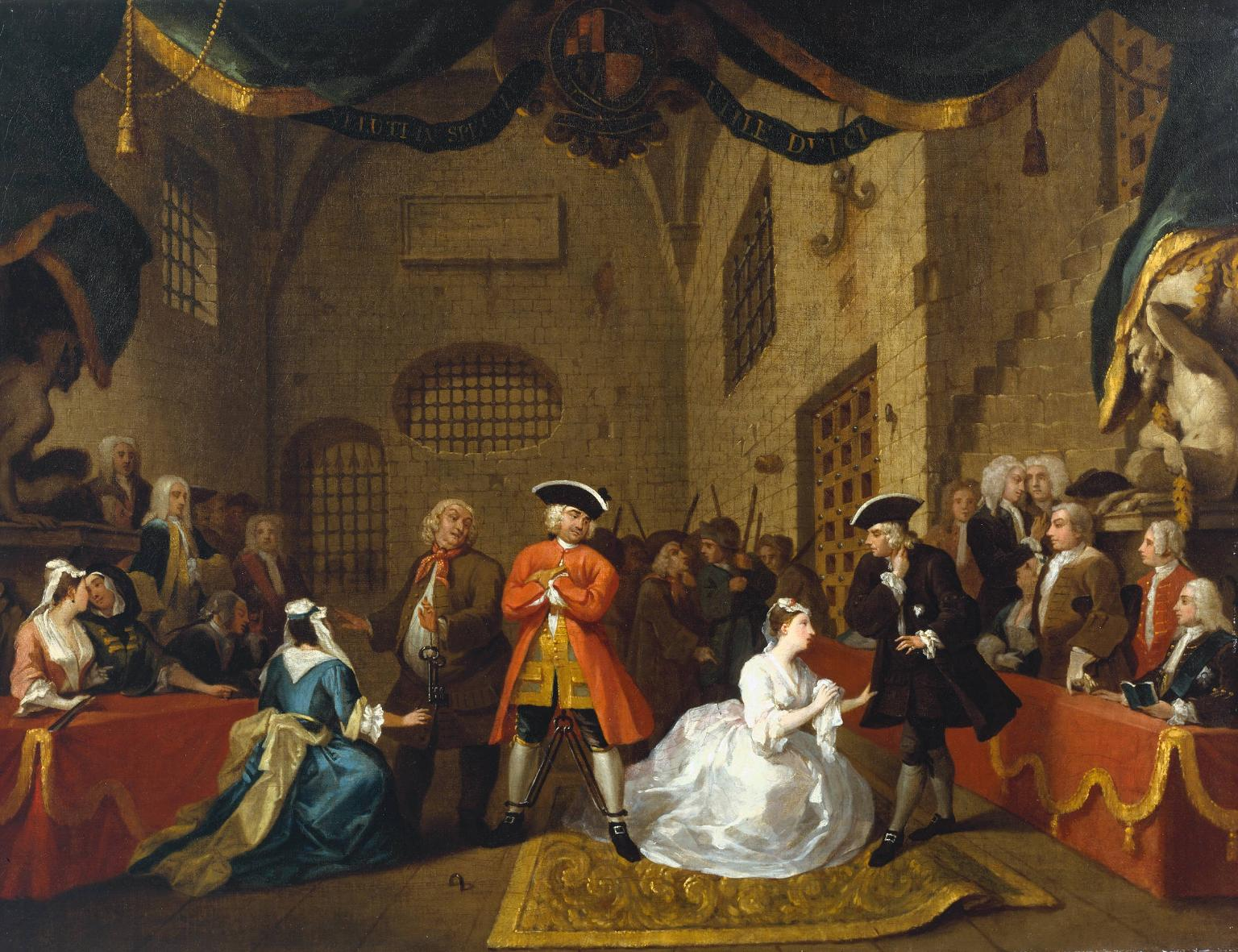
Festmény a The Beggar's Operáról, ötödik felvonás William Hogarth, kb. 1728

New York 1830 körül kezdett az Egyesült Államok értelmiségi és művészeti központjává válni. Ezekben az években fellendült az amerikai nacionalizmus, elsősorban a kórusművek elterjedésének köszönhetően. Az első kórusok is ekkor alapultak, és a kóruszene a XIX. században is nagy jelentőséggel bírt. A katonazenekarok is népszerűvé váltak a század folyamán úgy, mint az énekes családok, például a Hutchinson család. Később megjelentek az első vándormuzsikusok a minstrel show-ikkal. Ezeket a zenés-komikus műsorokat feketére festett arcú fehérek adták elő. A XIX. században jelentős volt az olasz opera jelenléte is a városban.
A század végén nyitották meg kapuikat az első modern zeneiskolák, illetve a Metropolitan Opera 1882-ben és a Carnegie Hall 1892-ben. Ez utóbbi megnyitó ceremóniáján maga a híres orosz komponista, Pjotr Iljics Csajkovszkij lépett fel. 1892-ben Antonín Dvořák lett a Nemzeti Konzervatórium igazgatója. Dvořákot, a cseh komponistát lenyűgözte a bennszülöttek és az afroamerikaiak népzenéje, s eltökélte, hogy megismerteti ezt a kultúrát az alapvetően nacionalista amerikai zenei élettel. Dvořák mindössze három évet töltött a városban, mielőtt visszatért hazájába, mégis számos amerikai zeneszerzőre volt hatással, mint az afroamerikai származású Harry Thacker Burleigh-re.
George Bristow a XIX. század második felének fontos zeneszerzője volt. A New York-i Filharmonikusok hegedűseként kezdte, majd később a Harmonic Society elnevezésű nagyzenekart vezette. Kísérletet tett arra, hogy a bennszülött amerikaiak zenéjét népszerűsítse oly módon, hogy nacionalista elemeket komponált műveibe. Ezen törekvését jól példázza Bristow negyedik szimfóniája. Theodore Thomas szintén a Filharmonikusokkal dolgozott, mielőtt megalapította a New York Symphony Orchestrát. A korszak legtehetségesebb előadóművészeit vette fel, és valamelyest befogadhatóbb atmoszférát teremtett, hogy nagy számú nézőközönségre tehessen szert.

### Komolyzene
New York, mint az európai komolyzene Amerikán belüli központja a XIX. század végén szerezte meg ezen pozícióját. A New York-i Filharmonikusok 1842-ben alakultak, ezzel segítve a város hírnevének építését. Ez idő tájt megjelent a Filharmonikusok egy rövid életű, de fontos riválisa, az 1836-ban, Burlingtonban, Vermontban született Charles Jerome Hopkins, William Henry Fry, George Frederick Bristow és Charles Steele által 1856-ban alapított American Academy of Music. Az alapítók 1854-ben a Filharmonikusok repertoárját vitatták, kritizálták. A nagyívű vita nyomait egy sor levélben találhatjuk meg, ami Musical World and Times címmel lett később kiadva. Miután Fry Télapó Szimfóniáját negatív kritikák érték, a komponista válaszként rámutatott, hogy a Filharmonikusok sosem játszanak amerikai műveket. Bristow – csatlakozván – kijelentette, hogy a Filharmonikusok csak egyetlen overture-t játszottak tőle. Henry Christian Timm, a Filharmonikusok egyik alapítója válaszában leírt egy sor vadonatúj műcímet.
Mind Fry, mind Bristow művészetében – noha az amerikai művek nagy támogatói voltak – európai hatásokra törekedett. Fry leghíresebb kompozícióját, a Leonora című operát bemutatása óta szélsőséges kritikák, viták kísérik, főleg a Bellini-stílusú bel canto miatt. Bristow szintén európai-jellegű. A Filharmonikusok hegedűseként és karmestereként kezdte, majd a vita után hosszú időre távozott, habár később visszatért. Legfontosabb munkája a Rip Van Winkle című opera, ami nagyon népszerű volt a maga korában. Ez a mű egy amerikai népmesére íródott.
A New York-i Edward MacDowell a XIX. század végének kiemelkedő komponistája volt, noha életművének legjavát Bostonban szerezte. Első concerto-ját New Yorkban mutatták be 1888-ban, s egy évvel később máris visszatért a városba egy újabb hangversennyel. MacDowell gyakran alkalmazott amerikai népi elemeket műveiben (főleg a Woodland Sketches-ben). A cseh Antonín Dvořák 1892-ben érkezett New Yorkba, hogy a Nemzeti Konzervatóriumot vezesse. A buzgó nacionalista zeneszerző saját műveiben is használta saját népének népzenei elemeit, és bátorította az amerikai komponistákat, hogy ők is tegyenek így. A Konzervatórium egyik tanulója, az afroamerikai Harry Burleigh mutatta meg neki az amerikai minstrel dalokat és spirituálékat. Dvořák 1895-ben a Harper's magazinba írott esszéjében kifejti, hogy az amerikai komponisták igazán beépíthetnék műveikbe az amerikai népzenét.
A 20. század eleji, New York-i komolyzenei szintéren alkotott Charles Griffes, aki 1914-től kezdve publikálta leginnovatívabb munkáit. Más komponistákkal közösen jegyzi a The Kairn of Koridwen-t, mely az egyik első darab volt, ami nem a nyugati kultúrából vette a zenei témákat (a műben főleg japán és jávai dallamok hallhatók). A zeneszerző – ezen az úton haladva – szerezte a Wai Kiki-t, a Sho-Jo című balettet és a The Pleasure-Dome of Kubla Khan című szimfonikus művet. Griffes mellett olyanok éltek és alkottak ekkor New Yorkban, mint Marion Bauer, Leo Ornstein és Rubin Goldmark, mindhárman zsidó származású bevándorlók voltak.
A legismertebb New York-i (és egyben a legismertebb amerikai) komponista George Gershwin. Gershwin dalokat szerzett a Tin Pan Alley kiadóinak és a Broadway zenés színházainak, műveire erősen hatott a jazz. Vitatott, hogy Gershwin mennyire számít komolyzenésznek, de bizonyos, hogy a jazz, slágerzenei, vaudeville, ragtime, operett, gullah (fekete rabszolgák leszármazottai), európai posztromantikus és impresszionista és a helyi jiddis zenéket kiválóan ismerte és játszotta, ezek elemeit vegyítette saját műveiben. Leghíresebb művei, melyek az amerikai komolyzenét az élvonalba repítették a Kék Rapszódia és az F-dúr Concerto, mindkettő jazzes elemekre épül.
A Gershwint követő nemzedék első fontos komponistája a brooklyni Aaron Copland, aki az amerikai népzene elemeit építette műveibe, noha azok formailag továbbra is európai hatásokat mutattak. Fontos művei: Szimfónia orgonára és nagyzenekarra (mely által nevét Igor Stravinsky mellett kezdték emlegetni), a jazzes Music for the Theatre, a balett Appalachian Spring és a Zongoravariációk. Később a balett és a szerialista zene felé fordult.
A század első felében alkotott Roger Sessions, az akadémista zeneszerző, aki olyan operákat szerzett, mint például a Motezuma. A szintén akadémista William Schuman olyan művek által szerzett hírnevet, mint a New England Triptych és a Harmadik szimfónia; Schumann később a Juilliard igazgatója lett, ahol megalapította a Juilliard Vonósnégyest és összevonta az Institute of Musical Art intézetet az iskolával. Ő vette fel tanárnak William Bergsmát, Peter Mennint és Hugo Weisgallt, aki később Steve Reich-t és Philip Glass-t is tanította.
A massachusetts-i születésű komponista és karmester, Leonard Bernstein olyan alkotásokkal tette halhatatlanná New York komolyzenei örökségét, mint a Prelűd, fúga és riffek, a Szerenád szólóhegedűre, vonósokra, hárfára és ütősökre, a Chichester Psalms és két híres musicalje, az On the Town és a West Side Story.
Egy másik kiemelkedő zeneszerző Elliott Carter volt, akit John Warthen Struble így jellemez: „a legegyedibb stílusú komponistája a XX. század közepének, mivel újraértelmezte és újrastruktúrálta a nyugati zenét. Munkáit elismeréssel méltatják mind kollégái, mind az esztéták, mind három generációnyi előadóművész és közönség". Carter leghíresebb művei: Nyolc etűd és fantázia fúvószenekarra, Szonáta csellóra és zongorára. Carter és Bernstein mellett igen jelentős személyiség volt a filmzeneszerző Bernard Herrmann, Gunther Schuller és a szerialista Leon Kirchner.
A század második felében a város komolyzenei életét már a különböző modernista és minimalista stílusú művészek uralták, mint a Los Angeles-ből érkező John Cage, aki – noha nem innen származott – műveinek nagy többségét New Yorkban mutatta be. A helyi John Corigliano főleg a tonális formákkal kísérletezett. Steve Reich fejlesztette ki a phasing nevű technikát, mellyel két zenei egység repetitívvé válik; Reich emellett sokat foglalkozott a nyugati kultúrkörön kívüli zenékkel, Afrika népzenéjével például Drumming című művében. Rhys Chatham és Glenn Branca a minimalista zenét fuzionálta a modern rockzenével, illetve mikrotonális műveket írtak csak gitárosokból álló nagyzenekarokra. Kyle Gann muzikológus számos posztmodern művet szerzett.
Napjainkban Manhattan ad otthont a New Music elnevezésű kortárs komolyzenei színtérnek. Az iskola művészeit elsősorban Philip Glass minimalista szerzeményei, Meredith Monk és mások befolyásolják. A színtér egyik legnevesebb képviselője John Zorn, akit sokszor jazz-zenészként aposztrofálnak, noha munkássága rendkívül szerteágazó. Mellette főleg Arto Lindsay, Marc Ribot, John Lurie, Laurie Anderson és Bill Laswell neve ismert.

## Könnyűzene
New York az amerikai zeneipar központja, és egyben a világ egyik legfontosabb popzenei csomópontja a 20. század eleje óta más fontos (amerikai) városok mellett, mint Detroit, Chicago, Los Angeles, Nashville és San Francisco.
Az afroamerikai jazz a század közepe óta egybeforrott New York City nevével. Olyan jazzműfajok születtek itt, mint a hard bop és a free jazz. Később New York vált a punkzene és az új hullám amerikai központjává, és itt jelent meg a hiphop és a latin eredetű salsa. Az amerikai klezmer, a Greenwich Village-i népzenei és a hatvanas évekbeli popszíntéren is nagy számban reprezentáltak a New York-i zenészek.

### Tin Pan Alley
A Tin Pan Alley a zeneműkiadás központja volt a századforduló idején. Számos professzionális dalszerző élt ezen a környéken, akik segítették Amerika zenéjét regionálisból országossá alakítani. A Tin Pan Alley alapvetően egy kis terület a Union Square közelében, itt született meg az amerikai zeneműkiadás fellegvára az 1890-es években. A dalszerzők ekkoriban előírás szerinti dalokat, főleg szentimentális balladákat írtak. A leghíresebb kiadók közé tartozott Willis Woodmark, a Witmark, Charles K. Harris, Edward B. Marks és Joseph W. Stern. Stern és Marks 1894-ben, amatőrként írták The Little Lost Child című dalukat, ami óriási slágerré vált, és kétmillió példányban kelt el, miután sikert aratott, mint illusztrált dal Della Fox előadásában.
Noha Paul Dresser, David Ewen szavaival élve a "szentimentális balladák Union Square-i meghonosítója", ő maga egy igen autonóm zeneszerző volt, kevésbé klisés művekkel, mint kortársai.
A balladákkal szemben néhány Tin Pan Alley-i kiadó inkább a keményebb dalok iránt mutatott érdeklődést, mint az 1888-as Drill Ye Tarriers, amit a közhiedelem szerint egy tanulatlan munkás, Thomas F. Casey írt. Népszerűek volta az úgynevezett coon songok is, azaz a sztereotipikusan ábrázolt, általában arcfestett feketék zenéje. Noha a coon song előadások igen rasszisták voltak, segítették beépíteni az amerikai popzenébe a ragtime ritmusait. Az első sikeres coon song a New Coon in Town volt 1883-ban, mely után olyan coon énekesek jelentek meg, mint Ernest Hogan és May Irwin.

### Zenés színház
A század elején indultak fejlődésnek a Broadway színházai is. Számos színház specializálódott a musicalekre. A Broadway ekkor vált a musical központjává. A korabeli musicaldaloknak köszönhetően Donald Clarke ezt az időszakot a dalszerzés aranykorának nevezte. Az igény, hogy élvezhető dalokat adaptáljanak színházi előadásokba, végül olyan komponisták felemelkedéséhez vezetett, mint George Gershwin, Cole Porter, Irving Berlin, Richard Rodgers és Jerome Kern, és olyan szövegírók alkothattak a műfajban, mint Oscar Hammerstein vagy Lorenz Hart. E komponisták nagytöbbsége zsidó származású, és jórészük orosz-zsidó gyökerekkel rendelkezik.
A professzionális jiddis színház 1882-ben alapult meg Boris Thomashefsky vezetésével. A 19. század végi darabok realisztikusabbak voltak, majd a 20. század elejétől egyre művészibbek és politikailag aktívabbak lettek. Néhány itteni előadó párhuzamosan a Broadway-en is fellépett, ők: Bertha Kalich és Jacob Adler. A jiddis színházi élet legnevesebb komponistái: Abraham Goldfaden, Joseph Rumshinsky és Sholom Secunda, míg a legnevesebb írók: David Pinski, Solomon Libin, Jacob Gordin és Leon Kobrin.

### Blues és jazz
A blues-zene saját műfaja jött létre a New York-i színtéren, amit jelentősen befolyásoltak jazzes hatások, valamint a vidéki bluesnál modernebb előadási megoldások. A helyi blues a század elején jelent meg és hamar meghódította az urbánus területeket. A színtér neves zenésze Lionel Hampton és Big Joe Turner voltak.
New York City-ben forrt egybe az archaikus jazz a stride-zongorázással (ami a ragtime egyik formája), és hamar elterjedt. Fletcher Henderson jazz orchestrája először 1923-ban játszott, soraiban Coleman Hawkins szaxofonossal, majd később a New Orleans-i Louis Armstronggal. A zenekar óriási népszerűségre tett szert és segített kikristályosítani a swing stílust. Noha Henderson volt az egyik első nevesebb New York-i jazz-zenész, ő nem volt képes olyan gyorsan adaptálni ezt a progresszív műfajt, mint Duke Ellington. Mikor Ellington New York City-be költözött, elkezdett kinevelni egy nagy csapatot jazz-zenészekből. Ezzel Duke nem csak maga költözött a városba, hanem a jazz is Chicagóból New Yorkba került.
A stílust, amit a New York-i big bandek kifejlesztettek, később swingként kezdtek emlegetni. A swing egy táncolható, fülbemászó zene, amit alapvetően feketékből álló nagyzenekarok játszottak. Később Jimmy Dorsey és Benny Goodman vezetésével megalakultak az első fehér big bandek is, s hamarosan népszerűbbek lettek, mint a feketék zenekarai. Ezekben az orchestrákban megfordult egy sor olyan jazz-zenész, aki később nagy hatást gyakorolt a műfaj egészére. A teljesség igénye nélkül: Coleman Hawkins és Lester Young tenorszaxofonosok és Charlie Christian gitáros. A big bandek énekesei gyakran sztárstátuszba kerültek, ilyen volt a blues-os hangvételű Billie Holiday, és a scaténeklés egyik nagyasszonya, Ella Fitzgerald.
A New York-i színtéren jelent meg a bebop, ami a negyvenes évek közepén élte virágkorát. Charlie Christian, Dizzy Gillespie, Charlie Parker és Thelonious Monk alakították ki a műfaj jellegzetességeit. A bebop megosztotta a közönséget, a kritikusokat és a zenészeket, mert sok aspektusában nagyon különbözött a swingtől. A swing riffjei és tánczenei jellege helyett a bebop az akkordemenekre előadott egyéni szólókra helyezte a hangsúlyt.
Az ötvenes években a jazz különböző műfajokra vált szét és rengeteg másik városba is áttevődött. A nyugati part lett a cool jazz bázisa (noha a stílust a New York-i Miles Davis segített létrehozni). New York lett a bebop egy új, blues-osabb, gospelesebb hangvételű, rendkívül szenvedélyes ágának, a hard bopnak otthona, mivel itt alkottak a hard bop olyan elképesztően jelentős alakjai, mint Sonny Rollins, Art Blakey, Miles Davis és John Coltrane. Az évtized végén Ornette Coleman, a Los Angeles-i szaxofonos New Yorkba tette át székhelyét, és itt segített életre kelteni saját vízióját, a kötetlen, szabad jazzt, azaz a free jazzt. Ehhez a mozgalomhoz csatlakozott később Albert Ayler, Sun Ra és John Coltrane is. New Yorkban született meg a jazz-rock stílus is, ugyancsak Miles Davis által.
Az elmúlt néhány évtizedben a jazz szétterjedt az egyéb régiókba is szerte az Egyesült Államokban és a világon. Ez idő alatt a New York-i jazz-zenészek kifejlesztették a jazz különböző fúziós variánsait, melynek során a jazzt rockal vagy más műfajokkal házasították – az egyik első ilyen zenész Carla Bley volt, a Jazz Composers Orchestra Association, egy független, avant-garde és jazz-zenészek számára létrehozott alapítvány egyik alapítója. A város napjainkban is a jazz fellegvára. Ma olyan zenészek dolgoznak itt, mint a New Orleans-i születésű Wynton Marsalis, és erős a helyi M-Base színtér is. Mellettük John Zornt érdemes megemlíteni, aki a jazz különböző formáit vegyíti experimentális műveiben.

### Greenwich Village
A negyvenes években vált New York City az amerikai népzene egyik központjává. Sok New York-i, főleg fiatalok kezdtek érdeklődni a blues és az appalachi népzene iránt. Greenwich Village-ben a különböző folkzenei stílusok találkoztak egymással; ez lett egyszersmind a népzene és némely baloldali ideológiák központja.
A greenwich-i előadók egy része (akik közül sokan nem New Yorkból származtak) elért némi mainstream sikert a negyvenes és ötvenes években (köztük Pete Seeger és az Almanac Trio), de legtöbbjük nem jutott tovább a helyi kávéházakon. Olyan előadók, mint Dave Van Ronk vagy Joan Baez juttatták el a műfajt a tanuló ifjúsághoz, míg Bob Dylan valódi sztárrá vált a hatvanas években.

### Diszkó és house
A diszkó egy hetvenes évekbeli tánczenei műfaj, melynek központja New York City. Ahogy a diszkotékák egyre népszerűbbek lettek az évtized során, nagyobb és nagyobb épületekre volt szükség. Ilyen óriási diszkó volt a Paradise Garage és a Studio 54.
A nyolcvanas években jelent meg a house, a diszkó egyik leszármazottja Chicago, Detroit és New York underground klubjaiban. A house fő jellegzetessége a 4/4-es ütem, amit dobgép vagy sampler állít elő egy kemény (általában szintén elektromos hangszer által játszott) basszussal. Erre az alapra kerülnek a különböző hangminkát, amiket jazz, blues vagy szintipop számokból másolnak ki.

### Salsa
A salsa egy latin-amerikai eredetű zene, ami különböző stílusokat olvaszt egybe. New Yorkban született a hetvenes években kubai és Puerto Ricó-i zenészek által. Stilisztikailag a romantikus salsát a mai salsa dura követte. A salsa, sok más latin amerikai stílussal együtt óriási népszerűségnek örvend New York City-ben. A latin táncok szintén igen kedveltek.
A salsa elsődlegesen a kubai son montuno-ból származik, de részben táplálkozik a dominikai bachatából és a mambo-ból is.
A műfaj kulcsegyüttese a Fania All-Stars, kulcsfigurái Ray Baretto, Willie Colón, Eddie Palmieri, Mongo Santamaría és Tito Puente.

### Hiphop
New York City a hiphop egyik jelentős színtere. A műfaj azokon a nagyszabású partikon jelent meg, ahol a DJ-k, például Kool Herc kiemelték a funk és R&B dalok dobsávjait, majd rappelni kezdtek rá, míg a közönség táncolt. New York hosszú éveken át volt a hiphop egyetlen nagyvárosa, s az összes korai hiphop felvétel itt született. Az első generáció kiemelkedő egyénisége volt Kurtis Blow és LL Cool J, akik a mainstreambe repítették a műfaj, és a – később East Coastnak nevezett – színteret olyan előadók fejlesztették tovább, mint az Eric B. & Rakim.
A hiphop korai éveiben valódi háborúk dúltak a város negyedei közt, mivel mindannyian maguknak akarták a műfajt. A bronx-i közösséget a Boogie Down Productions, míg a queens-it a Marly Marl's Juice Crew uralta.
A kilencvenes évek elején a Los Angeles-i West Coast Rap lett az első országos fenomén. 1992-ben Dr. Dre The Chronic-ja hatalmas slágerré vált, és ekkor vált a nyugati part a hiphop fő helyszínévé, noha 1993-ban Black Moon Enta Da Stage-ével, és a Wu-Tang Clan 36 Chambers-ével a keleti part is megmutatta, hogy ők is hiphop birodalom. 1994-ben megjelent Nas Illmatic, és Notorious B.I.G. Ready to Die című anyaga, s ezzel ismét New York lett a hiphop fellegvára. A nyugati part többé nem élvezhette az 1992 és 1993 között kivívott sikereit. Az évtized végéig sorban jelentek meg a klasszikus hiphop lemezek, mint a The Infamous és Hell on Earth Mobb Deep-től, a Resonable Doubt Jay-Z-től és az It's Dark és a Hell is Hot DMX-től. Ma$e Harlem World-je a legnépszerűbb MC-vé tette őt New York City-ben, noha a kilencvenes évek végén befejezte a rappelést. A keleti part ma is a hiphop egyik legfőbb bázisa, habár a mainstream sikereket napjainkban főleg a déli rapperek aratják le.
A városhoz kapcsolódó rapperek a teljesség igénye nélkül: KRS-One, Fat Joe, Big Pun, Slick Rick (Bronx), Wu-Tang Clan (Staten Island), LL Cool J, Run-D.M.C., Eric B. & Rakim, Black Sheep, A Tribe Called Quest, Akinyele, Ja Rule, Pharoahe Monch, Nicki Minaj, 50 Cent, Marley Marl, MC Shan, Roxanee Shante, Mobb Deep, Capone-N-Noreaga Nas (Queens), Whodini, Newcleus, Audio Two, Full Force, Gang Starr, Jeru the Damaja, Masta Ace, Boot Camp Clik, AZ, Busta Rhymes, Foxy Brown, Talib Kweli, Afu-Ra, M.O.P., Shyne, Siah and Yeshua DapoED (Brooklyn), Junior M.A.F.I.A. (Notorious B.I.G, Lil' Kim, Lil' Cease, Mase, Big Daddy Kane, Jay-Z, Killah Priest, Mos Def (Bedford-Stuyvesant), Kurtis Blow, Doug E. Fresh, Biz Markie, Big L, Immortal Technique, Vast Aire, Cam'ron, Mase, Black Rob, MIMS, Street P, Dipset, Eyston (Harlem, Manhattan).

### Rock

#### Proto punk, New Wave és No Wave
New York City a legelső dokumentált punkzenei színtér az Egyesült Államokban. A helyi bandákra erősen hatottak a város korábbi, avant-garde-abb rockzenekarai, mint a The Velvet Underground, Richard Hell és a New York Dolls. Az itteni punkrock főhadiszállás a CBGB és a Max's Kansas City nevű klubok voltak.
Patti Smith, a Talking Heads, a Blondie, a Suicide, a The Fleshtones, és egyéb new wave előadók, valamint a Ramones-hoz hasonló punkbandák népszerűek voltak a hetvenes években, és kialakították az amerikai punkrock-hangzást. A No Wave egy rövidéletű zenei mozgalom volt olyan zenekarokal és énekesekkel, mint James Chance, a DNA, Rhys Chatham, Glenn Branca, Lydia Lunch, a Rat At Rat R, a Swans, a Live Skull, a Band of Susans, az Ut és később a Sonic Youth.

#### Hardcore punk & Ska
A nyolcvanas évek elején jelent meg a hardcore punk Dél-Kaliforniában és Washington D.C.-ben. A New York Hardcore (NYHC) 1981-ben kezdett kifejlődni olyanok által, mint a Reagan Youth és a Kraut. 1985-re a NYHC mozgalom magában foglalta a straight edge és skinhead stílusokat is, így jelent meg az Agnostic Front, a Cro-Mags, a Heart Attack, a Youth of Today, a Warzone és a Murphy’s Law. Miután a folytonos erőszakoskodás és vandalizmus miatt kitiltottak a hardcore-t a CBGB-ből, a stílus átkerült a Lower East Side-ra és egy jóval DIY-központúbb (do it yourself) arculatot vett fel. A punk legönpusztítóbb egyénisége, G.G. Allin is itt tevékenykedett.
Amerikában New York jelenti a ska harmadik hullámának otthonát. A harmadik vonulat legfőkébb az angol 2-tone ska-n alapszik, és olyan New York-i bandák hozták létre, mint a Toasters és az Urban Blight. A nyolcvanas évek elején a Toasters énekese/gitárosa, Robert 'Bucket' Hingley alapította meg a Moon Ska Records-ot. A kiadó a kilencvenes évek végéig számos helybeli ska-zenekart juttatott mainstream sikerekhez. Egyéb New York-i ska-bandák: Skinnerbox, The Slackers, Agent 99, Mephiskapheles.
Egyéb fontosabb New York-i punkzenekarok: Sick of It All, H2O, Madball.
A városban alapult egy ska-jazz zenekar is New York Ska Jazz Ensemble néven.

##### Heavy metal
New York Cityben jelen van egy erőteljes heavy metal színtér is. A hetvenes években itt alapult a KISS és a Twisted Sister. A nyolcvanas-kilencvenes évek során New York volt a keleti parti thrash metal fő bázisa olyan helyi zenekarokkal, mint az Anthrax, a Nuclear Assault és az Overkill. Helyi funk-metal zenekarok: Living Colour, 24-7 Spyz. Az alternatív metal olyan zenekarokkal képviselteti magát a városban, mint a Prong és a Helmet. Két brooklyni zenekart érdemes még megemlíteni, a Type O Negative-ot és Life of Agony-t.
A kilencvenes évektől kezdve New Yark fenntart egy kicsi, ám annál befolyásosabb death metal színteret is olyan bandákkal, mint a Suffocation. A Suffocation az egyik leghíresebb szereplője az itteni közösségnek, köszönhetően a brutális, összetett és megalkuvást nélkülöző stílusuknak. Egy másik hosszúéletű metalbanda az Immolation volt, akik a disszonanciával való kísérletezésük miatt lettek underground ikonok. Egyéb helyi death metal bandák: Mortician, Incantation.

##### Indie rock
New York hosszú ideje az indie rock mozgalom központja. Olyan kilencvenes évekbeli bandák, mint a Blonde Redhead, a The Van Pelt, a The Lapse, az Enon és a Les Savy Fav segítették definiálni a műfajt.
New York City-ben vette kezdetét a garázs rock revival-vonulat a kétezres évek elején, főlek a The Strokes és a Yeah Yeah Yeahs, valamit a The Bravery, a The Mooney Suzuki, a The Walkmen, a The Hold Steady, a The Virgins és a The Rapture nevű bandáknak köszönhetően. Az Interpol zenekar egyaránt merít a garázs rock, a post-punk és az indie-rock elemeiből. A kétezres évek elején alapult indie zenekarok: Liars, Black Dice, Le Tigre, Parts & Labor és These Are Powers, melyek merítenek a dance-punkból, szinti-punkból, electroclash-ből, noise rockból, pszichedelikus rockból és no wave-ből. A Brand New nevét kell még megemlíteni erről a színtérről..
Az elmúlt években olyan indie rock, indie pop és indie elektromos előadók értek el sikereket, mint az LCD Soundsystem, a Antony and the Johnsons, a Clap Your Hands Say Yeah, a Vampire Weekend, a The Drums, a Yeasayer, a French Kicks, a Vivian Girls, a High Places, a The Pains of Being Pure at Heart, az Animal Collective, a Battles, a Dirty Projectors, a Grizzly Bear, a Gang Gang Dance, a TV on the Radio és a Matt and Kim. A The Nationalnek és az MGMT-nek köszönhetően ma New York az egyik legfőbb indie-központ.

## Fordítás
- Ez a szócikk részben vagy egészben  a   Music of New York című angol Wikipédia-szócikk fordításán alapul.  Az eredeti cikk szerkesztőit annak laptörténete sorolja fel. Ez a jelzés csupán a megfogalmazás eredetét és a szerzői jogokat jelzi, nem szolgál a cikkben szereplő információk forrásmegjelöléseként.